# Notopitec
El notopitec (Notopithecus adapinus) és una espècie extinta de mamífer notoungulat de la família dels notopitècids que visqué a Sud-amèrica durant l'Eocè, fa entre 38 i 55,8 milions d'anys. Se n'han trobat restes fòssils a les províncies argentines de Chubut i Santa Cruz. Es tracta de l'única espècie reconeguda del gènere Notopithecus. Era un notoungulat herbívor i petit, amb una llargada de cap a gropa d'aproximadament 32 cm i un pes estimat de 800-1.000 g. El nom genèric Notopithecus significa 'mico austral', mentre que el nom específic adapinus també el vincula amb els primats. Tanmateix, no tenia relació directa amb aquests animals, sinó que aquesta nomenclatura té a veure amb el fet que els primers científics que estudiaren els notopitècids i els interatèrids confongueren els ossos de les seves extremitats amb ossos de primats.